# 云浮东站
云浮东站，位于中华人民共和国广东省云浮市云安区都杨镇，是南广铁路上的铁路车站，于2014年12月26日开通启用，现由中国铁路广州局集团广州南车站管辖。
截至2025年7月1日全国铁路季度调图，云浮东站满图下共开行列车59列，其中上行27列、下行32列。

## 外部連結
- 维基共享资源上的相關多媒體資源：云浮东站